# ケリー・ザ・ギャング
『ケリー・ザ・ギャング』（原題 Ned Kelly）は、2003年のオーストラリア映画。実在したアウトロー、ネッド・ケリーの生涯をロバート・ドルー原作の伝記本『Our Sunshine』をもとにグレゴール・ジョーダン監督が映画化。オーストラリアで国民的人気を誇るネッド・ケリーを題材に映画が製作されるのは、1970年公開のミック・ジャガー主演版（邦題 太陽の果てに青春を）以来、33年ぶりということもあり、ヒース・レジャー、ナオミ・ワッツ、ジェフリー・ラッシュと錚々たるオーストラリア出身のハリウッド・スターが出演した。2003年3月27日にオーストラリアで公開。日本劇場未公開作品。

## あらすじ
1871年、オーストラリアはビクトリア州。アイルランド移民二世のネッド・ケリー（演:ヒース・レジャー）は17歳のある朝、林のなかで美しい白馬をみつける。郵便局長の馬であることを見抜き、引き渡しに行く途中で、流刑者である父親の息子というレッテルとイギリス本土出身者である警察官のアイルランド人への差別意識から、馬泥棒の冤罪で逮捕、投獄されてしまう。
数年後、出所したネッドは馬の扱いに長けた特技を活かしながらクック婦人（演:ナオミ・ワッツ）のもとで働き、ケリー一家の主として、母のエレン、弟のダン、妹のケイト、親友のジョー・バーン（演:オーランド・ブルーム）、アーロン・シェリット、スティーヴ・ハート達と慎ましく暮らしていた。
ある夜、妹のケイトをしつこく口説く悪徳警官のフィッツパトリックがネッド不在のケリー家を訪れる。虚偽の逮捕状をちらつかせ、ケイトとの交際を迫るフィッツパトリックに激昂したダン達はフィッツパトリックと口論となり、叩き出してしまう。ネッドは不在だったにもかかわらずフィッツパトリックが署長に「ネッド・ケリーにやられた」と証言したことでネッド達は警察から追われる身となる。（なお史実上、ネッドは不在ではなかったとされる）
林のなかで身を隠しながら逃亡する中、ネッド達は逆に追っ手の警察官を包囲し降伏を迫る。しかし彼らは降伏せずに反撃と逃走をはじめたため、銃の撃ち合いとなり、警察署長に深手を負わせる。銃創による呼吸困難で苦しみ、残される家族への思いを叫ぶ署長を見かね「神よ、赦し給え！」と絶叫しとどめを刺す。結果的に3人の警察官を殺害してしまい、莫大な懸賞金をかけられ国中から追われる身となる。路銀を稼ぐため銀行強盗にも手を染めるが、庶民のなかで彼らを警察官に売り渡すものはただの一人もいなかった。強盗の際、貧しい者たちの貸付金証書を焼き払い、金銭を分け与えるネッド達、『ケリー・ギャング』は貧困と借金苦にあえぐ人達にとっては英雄だったのである。
イギリスの植民地オーストラリアで貸付金証書を焼き払うことはイギリス女王への反逆を意味していた。植民総督へ送った挑戦的な手紙もあり、遂にはイギリス本国からも危険視される。逮捕に本腰をいれたイギリスは、南アフリカのケープタウンからフランシス・ヘア指揮官（演:ジェフリー・ラッシュ）を派遣した。
彼は大捜索網を敷く。多勢に無勢とケリー・ギャングを侮る部下たちに「彼等は獣ではない。油断してると今にお前たちが狩られる身になる」と警句を浴びせ、優れた指揮監督能力を発揮し、ケリー・ギャングを追わせる。同時にすでに逮捕していたアーロン・シェリットに狡猾な取引を持ちかける。
とき同じくしてネッド達は、コルト・ネイビーをはじめとした大量の銃器を調達し、本の挿絵にあった日本の甲冑から着想を得て、農機具から鉄の鎧（ケリー・ギャングの鎧）をつくり、来たる決戦に備えるのだった。

## キャスト
※括弧内は日本語吹き替え
- ネッド・ケリー - ヒース・レジャー（森川智之）
- ジョセフ・バーン - オーランド・ブルーム（竹若拓磨）
- フランシス・ヘア - ジェフリー・ラッシュ（小山武宏）
- ジュリア・クック - ナオミ・ワッツ（小林さやか）
- アーロン・シェリット - ジョエル・エドガートン（家中宏）
- ダン・ケリー - ローレンス・キンラン（村治学）
- スティーヴ・ハート - フィル・バランティーニ
- ケイト・ケリー - ケリー・コンドン
- エレン・ケリー - クリス・マッケイド
- グレイス・ケリー - エミリー・ブラウニング
- コンステイブル・フィッツパトリック - キリ・パラモア
- スーザン・スコット - レイチェル・グリフィス

## 製作
撮影は2002年4月29日から始まった。主要シーンは、オーストラリアビクトリア州のバーラット、リトル・リバー・アース・サンクチュアリー、ロスウェル山などでロケが行われた。
同じ史実上の人物ネッド・ケリーを題材に後年公開された『トゥルー・ヒストリー・オブ・ザ・ケリー・ギャング』より、史実描写や時代考証が正確である。コスチュームデザインのAnna BorghesiとプロダクションデザインのSteven Jones-Evansは、2003年のオーストラリア・フィルム・インスティチュート・アワードで最優秀賞を受賞した。なお、ナオミ・ワッツ演じるクック婦人は映画のために創造された架空のキャラクターである。そのため、悪徳警官フィッツパトリックを叩き出す場面においてネッドは不在であるという史実とは異なる描写となっている。
監督のグレゴール・ジョーダンは、ヒース・レジャーがネッド・ケリーを演じることが絶対条件だったと語っている。年齢（撮影当時ヒース・レジャーは23歳で実在のネッド・ケリーは25歳で処刑されている）、容姿、体格も実在のネッド・ケリーに近かったこと、巨額の予算を調達し得るだけのスター性などを挙げている。
ヒース・レジャーはネッド・ケリーを演じたことについて、「自分のなかに確かにネッドが宿り、彼が何に立ち向かったか長く心と意識の中にとどまり続け、自らの一部となった。それは私自身が信じることに誠実となり、立ち向かう勇気を与えてくれている。」と語っている。
オーストラリアのシンガー・ソングライター、Bernard Fanningが歌唱する、イギリスの流刑地としてのオーストラリアでの苦難を歌う当時のフォークソング“Moreton Bay”が劇中挿入され、本人も居酒屋のミュージシャンとして出演している。
音楽はパイレーツ・オブ・カリビアンなどで知られるクラウス・バデルトが手掛けた。